# 田村隆信

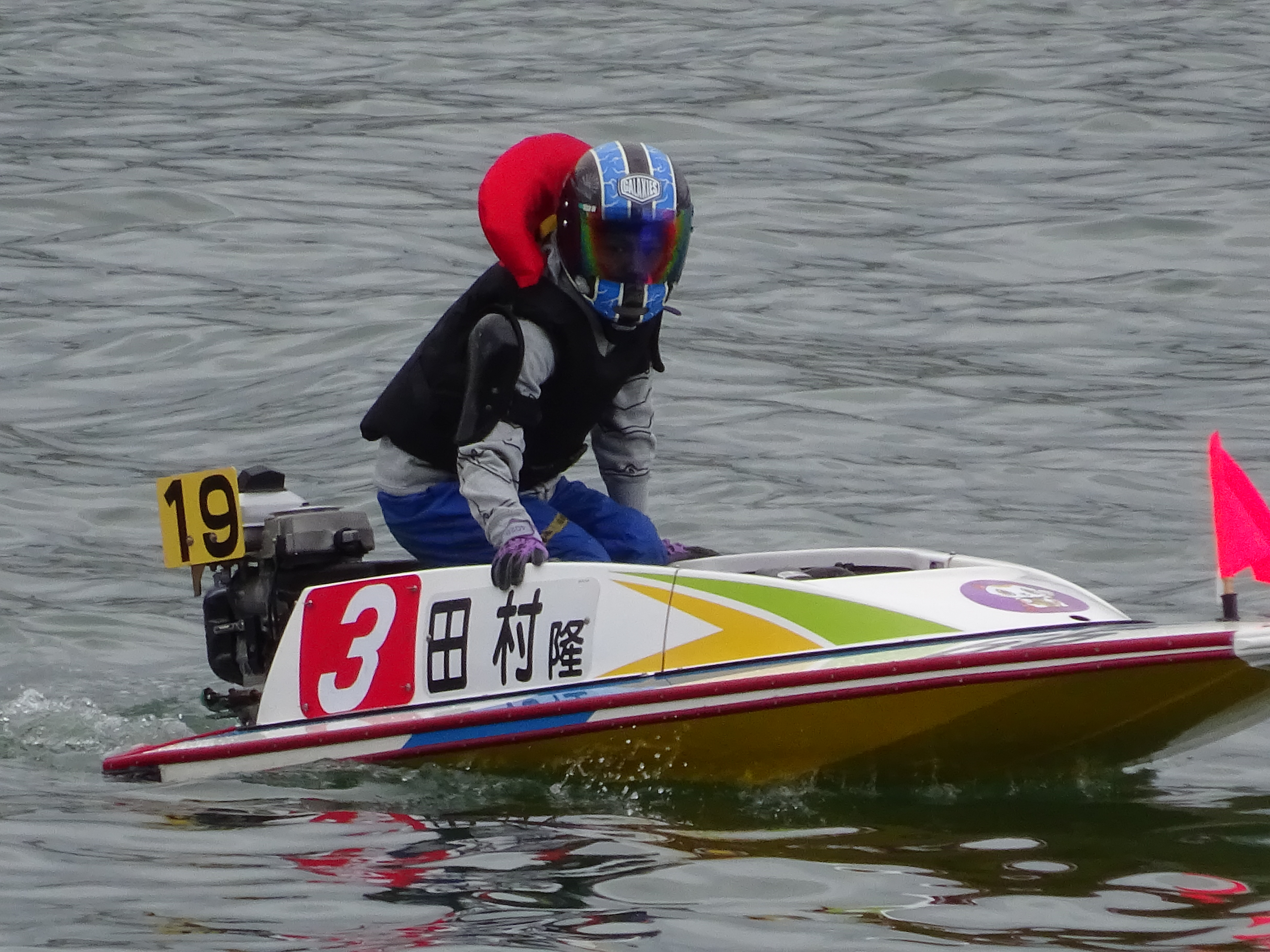
2014年10月15日　第61回SGボートレースダービー　初日　スタート練習　ボートレース常滑にて

田村 隆信（たむら たかのぶ、1978年3月15日 - ）は、日本の競艇選手。徳島支部所属、登録番号4028。徳島県出身。徳島県立阿南工業高等学校卒。

## 人物
小さな頃より図工やプラモデル作りが好きで、中学生の時には機械系の仕事に就きたいと思っていた。高校卒業後、約2年間建設器機の修理の仕事をしていたが、当時付き合っていた彼女の父親に「競艇選手になれよ」と勧められ、一緒に見に行った丸亀競艇場・総理大臣杯で優勝戦を制した西島義則の姿を見て競艇選手に憧れを持ち、深く考えずに受験したところ合格。本栖研修所に入所する10日前に付き合っていた彼女と入籍。本栖ではずば抜けたセンスを見せ、リーグ戦勝率1位、85期卒業記念競走では1号艇にもかかわらず大外6コースを選び優勝し本栖チャンプとなる。競艇学校始まって以来初の快挙となった。プロ野球は阪神タイガースファン。

## 選手経歴
1999年11月19日に地元鳴門競艇場でデビュー、初出走で初勝利（2走目も1着）。
2001年1月に初優勝。同年2月四国地区選手権でGI初出場にして初優出を決めた。
2002年8月モーターボート記念でSG初優出(5着)。
2003年新鋭王座決定戦に初出場し、開会式の選手紹介で「今回で、最初で最後の王座にしたいと思います」と公言し、公言通り優勝。登録番号4000番台初のGI優勝とともに自身初の戴冠、また新鋭リーグ戦卒業となった。これはデビューしてからわずか3年2ヶ月のことで、この3年2ヶ月間に新鋭リーグ戦には10節しか出場しておらず、その間にSG・GIに16節も出場している。更にその年の宮島チャンピオンカップも優勝。
2004年8月オーシャンカップで4度目のSG優出、4号艇で登場し本番は5コースカドからスタート一発のまくりを決め、登録番号4000番台初のSG優勝を飾る。その勢いで11月のSG競艇王チャレンジカップも制した。さらに登録番号4000番台初の賞金王決定戦にも出場した。
2011年11月、大村競艇場でのSG競艇王チャレンジカップでイン逃げを決め優勝。3度目のSG制覇となった。

## 「銀河系」85期
同期には井口佳典・桐本康臣・荒川健太（三重県）、坂谷真史（故人）（福井県）、湯川浩司・丸岡正典（大阪府）、山本隆幸・廣瀬将亨（兵庫県）、田口節子・清水敦揮（岡山県）、佐々木裕美（山口県）、森高一真（香川県）、興津藍（徳島県）、松江秀徳（佐賀県）。ほかに谷村啓司、加納直人、西原明生、田中健太郎、柴田友和、伊藤将吉、金田諭らがいる。
85期は多数のSG・記念タイトルホルダーを輩出しており、スター選手揃いのレアル・マドリードをもじり「銀河系」と称される。

## SG・GI・GII優勝

### SG
- 2004年8月2日 若松競艇場・オーシャンカップ競走
- 2004年11月28日 児島競艇場・競艇王チャレンジカップ競走
- 2011年11月27日 大村競艇場・チャレンジカップ

### GI
- 2003年2月2日 丸亀競艇場・新鋭王座決定戦競走
- 2003年12月9日 宮島競艇場・GI宮島チャンピオンカップ開設49周年記念競走
- 2008年11月16日 鳴門競艇場・GI鳴門モーターボート大賞
- 2009年1月26日 尼崎競艇場・GI開設56周年記念 近松賞
- 2009年2月5日 鳴門競艇場・GI第52回四国地区選手権競走
- 2010年4月9日 丸亀競艇場・GI京極賞開設58周年記念
- 2011年11月17日 江戸川競艇場・ダイヤモンドカップ
- 2013年11月8日 丸亀競艇場・ダイヤモンドカップ
- 2014年1月19日 唐津競艇場・GI全日本王者決定戦 開設60周年記念
- 2017年2月25日 鳴門競艇場・GI第60回四国地区選手権競走
- 2018年11月6日 若松競艇場・GI全日本覇者決定戦 開設66周年記念
- 2019年10月5日 鳴門競艇場・GI大渦大賞 開設66周年記念
- 2019年11月15日 蒲郡競艇場・GIオールジャパン竹島特別　開設64周年記念
- 2019年12月1日 平和島競艇場・PGI第1回BBCトーナメント
- 2021年3月16日 三国競艇場・GI北陸艇王決戦 開設67周年記念
- 2024年2月16日 丸亀競艇場・GI第67回四国地区選手権競走

### GII
- 2023年1月21日 徳山競艇場・GⅡ徳山モーターボート大賞　誰が勝ってもGⅡ初優勝